# Molashiyeh-ye Yek
Molāshīyeh-ye Yek (farsi ملاشيه يك) è una città dello shahrestān di Ahvaz, circoscrizione di Centrale, nella provincia del Khūzestān. Aveva, nel 2006, una popolazione di 20.883 abitanti.